# Margaretha i Forsed
Margaretha i Forsed, även kallad ”Finskan Margareta i Forsse” eller “Forsed-finskan”, död 1 juni 1675 i Torsåker, var en svensk kvinna som blev avrättad för häxeri. Hon var en av delinkventerna i Sveriges största häxprocess, häxprocessen i Torsåker, under det stora oväsendet.
Margaretha i Forsed uppgavs vara över 80 år gammal. Hon hette Margareta Henriksdotter men kallades för "Hustru Margaretha i Forsed" eftersom hon var bosatt i byn Forsed i Ytterlännäs. 
Hon tillhörde skogsfinnarna, som ofta bibehöll sin förkristna tro och var kända bland svenskar för att utöva trolldom. Under häxprocessen i Torsåker förekom många skogsfinnar bland de åtalade. 
Margareta var mor till den finska vismannen Krister Göransson eller "Christier finne i Forsse" (död före 1675), som var verksam som botare och anlitades för att bota sjuka, hitta stulna saker och utpeka tjuvar, och som 1655 hade utfrågats för trolldom på tinget.  
Margaretha i Forsed blev inte anklagad av barnvittnen för att ha fört barn till Blåkulla. Istället utpekades hon för att ha blivit sedd i Blåkulla. Hon ställdes först inför häradsrätten. 
Hon beskrivs i rättegångsprotokollen som ”utgammal, mer än 80 åhr, går stödd på tvenne käppar”. Hon vägrade tala svenska i rätten och uppgav att hon inte förstod språket. Med tanke på att hon uppenbarligen förstod de vittnesmål som gavs om henne på svenska, tycks detta inte ha varit sant. 
Anna i Ålsta, Halt-Karin i Näs och Brita i Hammar vittnade mot henne. Vittnen uppgav att hon flög till Blåkulla två eller tre gånger varje natt. Där ska hon ha serverat maten och haft samlag med Satan under bordet. 
Under ett vittnesmål när hon påstods sitta i Blåkulla och rensa grisfötter, slog Margareta med käppen mot dessa vittnen, och drog sedan kniv ”för att them skadha”. Hon övermannades och kniven fråntogs henne, och rätten bestämde då att hon skulle fängslas i väntan på trolldomskommisionens ankomst. När två män sedan skulle sätta henne i handklovar försvarade hon sig genom att bita dem i händerna. Margareta var den enda av de åtalade under denna process som handgripligen försökte försvara sig själv. 
Trolldomskommissionen anlände i mars 1675. Margareta blev dock aldrig förhörd av dem, då hennes fall uppenbarligen ansågs givet. Istället lästes vittnesmålen upp för kommissionen. 
Hon var en av de 71 personer som avrättades under häxprocessen i Torsåker, som var den största häxprocessen i Sveriges historia. Avrättningen ägde rum genom halshuggning och bränning.